# HMS Violent (D57)
«Вайолент» (англ. HMS Violent (D57) — військовий корабель, ескадрений міноносець «Адміралті» типу «V» Королівського військово-морського флоту Великої Британії за часів Першої світової війни.
«Вайолент» був закладений 6 грудня 1916 року на верфі компанії Swan, Hunter & Wigham Richardson у Волсенді. 1 вересня 1917 року він був спущений на воду, а 20 листопада 1917 року увійшов до складу Королівських ВМС Великої Британії.
Корабель брав участь у бойових діях на морі в Першій світовій війні.

## Історія служби
У листопаді 1917 року «Вайолент» був призначений до 13-ї флотилії есмінців Великого флоту.
19 липня 1918 року він узяв участь у першій в історії авіації атаці літаків, запущених з польотної палуби авіаносця, коли він діяв у Північному морі. Королівський льотний корпус здійснив запуск винищувача Sopwith 2F.1 Camel з авіаносця «Ф'юріос» з метою атаки бази дирижаблів «Цепелін» Імперського флоту Німеччини у Тондерні, Німеччина (сьогодні Тендер, Данія); згодом це стало відомо як рейд Тондерн. Повертаючись з рейду, пілот «Кемела» капітан Вільям Ф. Діксон вирішив, що не зможе дотягнути до «Ф'юріоса», побачив «Вайолент» — перший британський військовий корабель, який він зустрів під час зворотного рейсу — і кружляв над ним, перш ніж літак упав у море. Екіпаж «Вайолента» витягнув льотчика з води, і згодом той став маршалом Королівських повітряних сил, начальником штабу авіації та начальником штабу оборони.

### Міжвоєнний час
31 серпня 1921 року «Вайолент» приєднався до легких крейсерів «Каледон», «Кастор», «Корделіа» та «Кюрасоа» й есмінців «Вектіс», «Венеція», «Віцерой», «Ванквішер», «Віконт», «Вінчелсі» та «Волфхаунд» у морському поході по Балтійському морю. Британські кораблі пройшли Північне море, канал Кайзера Вільгельма, й увійшли до Балтики, потім відвідали Данциг у Вільному місті Данциг; Мемель у Клайпедському краї; Лієпаю та Ригу в Латвії, столицю Естонії Таллінн, Гельсінкі, Фінляндія; Стокгольм, Швеція; Копенгаген, Данія; Гетеборг, Швеція; і Крістіанія, Норвегія, перед тим, як 15 жовтня 1921 року повернутися через Північне море і закінчити похід у порту Едгар, Шотландія.